# Therese Randlkofer

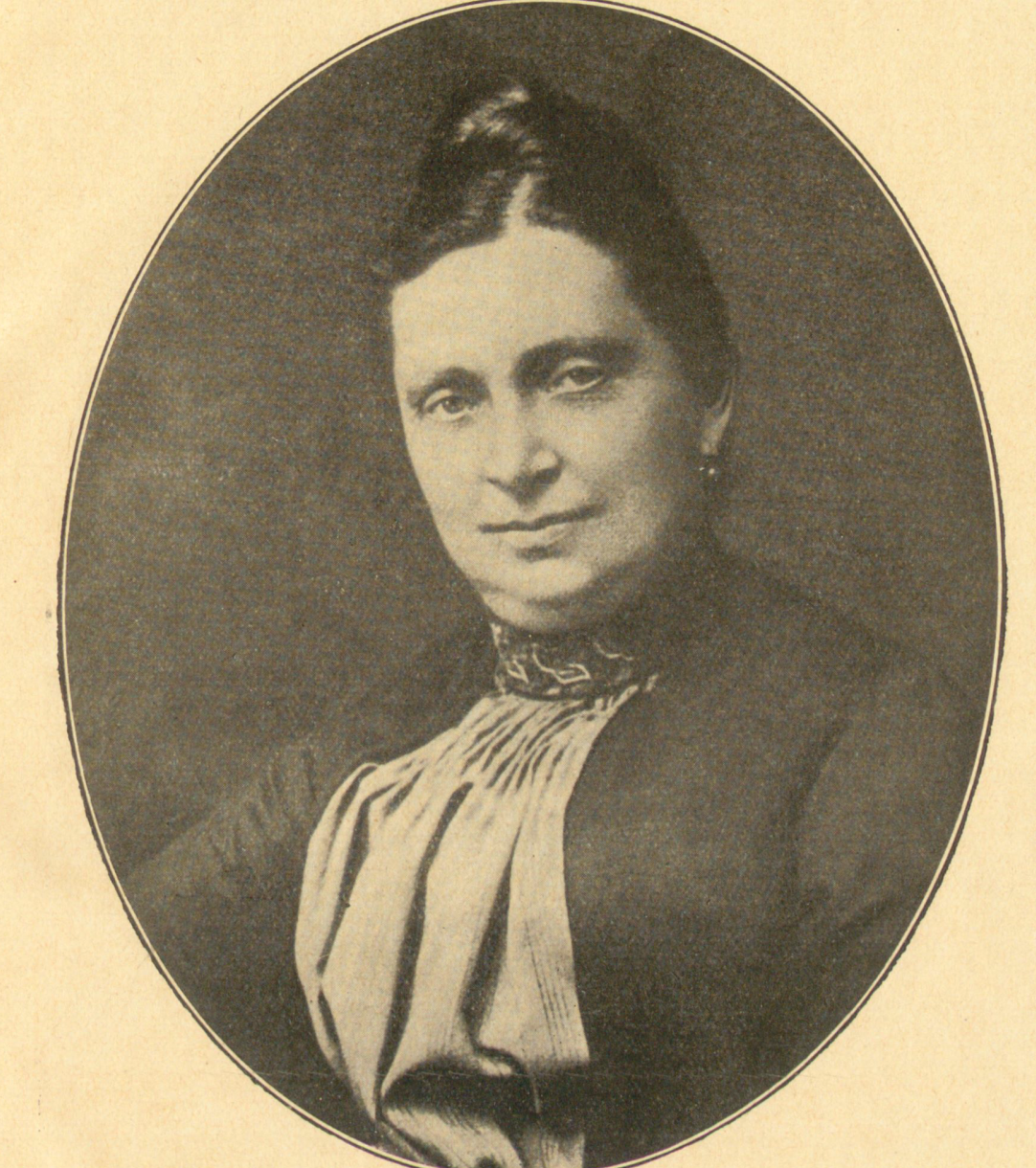
Therese Randlkofer

Therese Randlkofer (geborene Schmidbauer; * 5. Juli 1847 in Wulting bei Cham (Oberpfalz); † 21. November 1924 in München) war eine deutsche Unternehmerin und Pionierin im Delikatessen- und Feinkosthandel. Sie war maßgeblich an der Entwicklung des renommierten Münchner Unternehmens Dallmayr beteiligt.

## Leben

### Frühes Leben
Therese Randlkofer wurde am 5. Juli 1847 in Wulting bei Cham geboren. In München heiratete sie Anton Randlkofer (1840–1897), den Sohn einer Bierbrauerdynastie aus Landshut.

### Geschäftliche Laufbahn
Von 1873 bis 1895 führten Therese und Anton Randlkofer eine Kolonialwaren- und Drogenhandlung in der Maffeistraße in München, die sie 1895 an die Vereinsbank verkauften. Im September 1895 erwarben sie von Alois Dallmayr, einem kinderlosen Kaufmann aus der Holledau, das Delikatessen-, Colonialwaren- und Cigarrengeschäft in der Münchner Dienerstraße und 1897 das ganze Gebäude. Nach dem Tod ihres Ehemannes im Jahr 1897 übernahm Therese Randlkofer die Leitung des Geschäfts, zusammen mit ihrem ältesten Sohn Hermann. Sie hatte zwei weitere Söhne, Fritz und Paul Randlkofer, und eine Tochter, Elsa Randlkofer.

### Expansion
Unter Randlkofers Führung expandierte das Unternehmen weiter: 1899 erwarb sie das Nebengebäude in der Altenhofstraße 1. Im Jahr 1911 konnte sie die beiden Nachbarhäuser in der Dienerstraße 13 und 14 dazukaufen und eröffnete 1912 das neue, große Geschäftshaus mit der prächtigen gelben Fassade, den weißen Säulen und den halbrunden Schaufenstern unter der Adresse Dienerstraße 15.
Neben ihrer Tätigkeit im Delikatessengeschäft erweiterte Randlkofer ihr unternehmerisches Engagement durch den Kauf eines Gutshofes bei Ismaning, nördlich von München. Am 31. Oktober 1905 erwarb sie im Ismaninger Moos die „Klitschner-Einöde“ und verwandelte sie in den Goldachhof. Dort baute sie eine Geflügelzucht auf, um das Münchner Geschäft mit frischen und qualitativ hochwertigen Produkten zu versorgen.
Ein bedeutender Schritt in der Entwicklung des Hofes war die Installation eines kleinen Flusskraftwerks am 23. September 1906, wodurch der Goldachhof als erster Hof im Ismaninger Moos elektrifiziert wurde. Im Jahr 1907 errichtete sie auf dem Hof Ökonomiegebäude, Stallungen und einen Backraum. In Erinnerung an ihren verstorbenen Mann Anton ließ sie eine Allee aus Ahornbäumen anlegen, die heute noch zum Hof führt.
Ein bemerkenswertes Ereignis war am 1. April 1909 die Sichtung eines Zeppelins über dem Goldachhof. 1910 wurde ein Maibaum aufgestellt, der von Hans Metzger, einem Maler aus Egenburg gestaltet wurde.
1911 erwarb Randlkofer die Nachbarhäuser in der Dienerstraße 13 und 14 und eröffnete bereits im folgenden Jahr 1912 das nunmehr erweiterte Geschäft in dem palaisartig gestalteten Haus mit der markanten gelben Fassade, den weißen Säulen und den halbrunden Schaufenstern unter der Adresse Dienerstraße 15.

### Vision und Innovationen
Randlkofer hatte die Vision, sowohl die gehobene, gutbürgerliche Münchner Bürgerschaft als auch den Bayerischen Königshof mit Feinkost und Lebensmitteln höchster Qualität zu versorgen. Sie verfügte über ein weit verzweigtes Netzwerk, kommunizierte mit den Hofköchen in der Residenz und tauschte Rezepte mit ihnen aus. Unter ihrer Leitung bot Dallmayr als erstes Feinkostgeschäft in München Bananen an, eine zu der Zeit exotische Frucht, die nur unter größten Mühen mit Dampfschiffen und der Eisenbahn nach München gebracht werden konnte. Das Unternehmen wurde zu einem der führenden Delikatessenhäuser in Europa und war Hoflieferant für das Bayerische Königshaus, für weitere Fürstenhäuser und den Deutschen Kaiserhof. Insgesamt errang Randlkofer persönlich 15 Hoflieferantentitel.

### Spätes Leben und Vermächtnis
1919 übergab Therese Randlkofer den gesamten Besitz an ihre Kinder. Sie starb am 21. November 1924 an einem Schlaganfall und wurde auf dem Alten Südlichen Friedhof in München beigesetzt. Auf ihrem Grabstein wurde sie, dem Zeitgeist entsprechend, als „Kaufmannswitwe“ bezeichnet. Sie hatte das Feinkostgeschäft Dallmayr über 22 Jahre verantwortlich geführt. Ihr Vermächtnis lebt fort im anhaltenden Erfolg und dem exzellenten Ruf des Hauses Dallmayr.